# Girobiprisma triangular
Em geometria, o girobiprisma triangular é um dos sólidos de Johnson (J26). Pode ser construído unindo-se dois prismas triangulares de faces regulares por uma de suas faces quadradas e dando um giro de 90 graus em um prisma em relação à face comum.